# Église du Réveil du Congo
L’Église du Réveil du Congo  (E.R.C.) est une association chrétienne évangélique d'églises néo-charismatiques en République démocratique du Congo. Son siège est situé à Kinshasa. Son dirigeant est le prophète Dodo Kamba depuis le 12 septembre 2020.

## Histoire
L’Église de Réveil du Congo (E.R.C) est fondée en 1997 par 14 pasteurs néo-charismatiques ,. En 2015, elle comptait 6 900 églises membres . Elle est choisie comme partenaire de la CENI pour l’élection présidentielle de 2018 en République démocratique du Congo . En septembre 2020, le prophète Dodo Kamba  succède le pasteur Sony Kafuta Rockman et devient le dirigeant de l’organisation . Ce dernier a été destitué en octobre 2023 en raison de ses accusations de satanisme sur les pasteurs de l’organisation et a été remplacé par Paul-David Olangi, dirigeant du Ministère chrétien du combat spirituel.

## Controverses
Depuis les années 2000, les Églises de Réveil sont accusées par les ONGs de défenses des droits humains de contribuer au phénomène des « enfants sorciers » . L’insistance du combat spirituel dans ces églises s’accompagne de lutte contre les démons et ainsi de désignation de responsables des difficultés d’une personne. Des pasteurs ou des prophètes accusent ainsi fréquemment des enfants de sorcellerie. Les pasteurs proposent des exorcismes à des prix exorbitants pour les familles. Si les parents ne constatent pas de changements après la délivrance payée, beaucoup décident de rejeter leur enfant sorcier et de les laisser dans la rue .